# 교과서포럼
교과서포럼은 대한민국 초·중·고등학교의 기존 교과서가 좌파적 성향을 가지고 있으므로 이를 바로잡아야 한다고 주장하는 사람들의 모임이다. 이 조직은 뉴라이트 계열의 단체이다.

## 목적과 이념
뉴라이트 운동 계열의 단체로서 2005년 1월 25일에 창립하였다. 교과서포럼은 창립선언문에서 창립 이유를 다음과 같이 밝혔다.
역사를 바로 세우기보다 역사를 바로 씀으로써 중·고등학교 교육현장을 바로잡고 미래세대를 올바르게 인도해야 하겠다는 절박감이 우리를 하나로 뭉치게 하였다.

창립선언문에 따르면 이 단체의 활동 목적은 다음과 같다.
<교과서포럼>은 대한민국의 근·현대사와 관련된 각종 교과서를 분석·비판하고 대안을 제시하면서 사실을 추구하는 학도로서의 성실성과 엄숙성, 및 겸허함을 견지하는데 최선을 다할 것이다.

## 대안교과서 한국근현대사
2008년 9월, 교과서포럼은 국방부·통일부·상공회의소와는 별도로 역사교과서의 서술을 비판하면서 수정을 요구한 바 있다. 교과서포럼은 기존 대한민국 교과서의 현대사와 경제사 관련 서술을 문제삼아 이 부분을 중점적으로 수정한 《대안교과서 한국 근·현대사》(도서출판 기파랑)를 2008년 3월 24일에 출간하였다. '대안교과서'라는 명칭을 사용하고 있지만, 교과서 검정을 받지 못한 책이다. 주로 수정된 내용은 일제 강점기 동안의 경제사와 대한민국 역사에 대한 기술로, 현행 교과서에 비해 긍정적으로 다루어졌다.
| “ | 일제의 한국 지배는 한국인의 정치적 권리를 부정한 폭력적 억압 체제였다. 국내외의 한국인들은 불굴의 투쟁으로 독립의 권리를 끝내 쟁취하였다. 그 시기는 억압과 투쟁의 역사만은 아니었다. 근대 문명을 학습하고 실천함으로써 근대국민국가를 세울 수 있는 '사회적 능력'이 두텁게 축적되는 시기이기도 하였다. | ” |

이밖에 항일 운동에 대한 기술은 비중이 줄고 남은 부분은 대한민국 임시정부 중심으로 서술되었다. 3·1 운동에서부터 한성임시정부, 대한민국 임시정부, 대한민국 정부로 이어지는 정통성의 계보를 뚜렷이 밝히고, 자유민주주의와 산업화의 성공을 부각시켜 대한민국의 역사를 이승만과 박정희 지도자의 역할 중심으로 설명했다. 조선민주주의인민공화국의 역사는 보론으로 기술되어 정통성 계보에 속해있지 않음을 명확히 했다.
한편, 교과서포럼은 대안 교과서 시안에서 4·19 혁명을 ‘4·19학생운동’으로, 5·16 군사정변을 ‘5·16혁명’으로 기술하였다가 관련 단체 회원들의 항의로 논란을 빚기도 했다. 교과서포럼 측은 항의 주장 일부를 받아들여 4·19를 민주혁명으로 표기하였다.
일본 요미우리 신문은 최근 한국의 뉴라이트 계열 학자들이 출간한 역사책 '대안 교과서'에 대해 “일제시대를 찬미하고 있다”고 평가했다. 이어 “이 교과서는 한국의 대학 교수들이 포함된 '뉴라이트'라는 집단에서 만든 것”이라며 지식인들이 만든 교과서라는 점을 강조했다. 끝으로 요미우리신문은 한국의 일부 언론이 이 대안 교과서에 대해 긍정적으로 평가하고 있다면서 조선일보의 보도 내용을 인용해 “균형 잡힌 역사 교육의 첫걸음”이라고 덧붙였다.

## 관련 활동
뉴라이트 교과서포럼은 한국현대사학회라는 이름으로 다시 활동하고 있다는 시각이 있다. 이 단체는 교과서포럼에 고문·운영위원·필진으로 참여한 인사가 16명에 이르며, 교과서포럼의 구성원 가운데 작고한 고 김일영 교수, 이동복 북한민주화포럼 대표 등 사회단체 인사 등을 제외하면 핵심 인사 대부분이 현대사학회로 옮겨왔다는 지적이다.

## 평가와 비판

### 긍정적 평가
- 2008년 5월 26일 세종문화회관에서 열린 뉴라이트 대안교과서 출판기념회에서 한나라당 박근혜 대표는 "우리 청소년들이 왜곡된 역사 평가를 배우고 있다고 생각하면 정말 전율하지 않을 수 없다”고 발언을 하였고, "뜻 있는 이들이 현행 교과서의 문제점을 지적하며, 청소년들이 잘못된 역사관을 키우는 것을 크게 걱정했는데 이제 걱정을 덜게 됐다"고 소신을 밝혔다.[10]

- 자민당 의원 3명의 울릉도 기획방문을 입안하고 인천공항에서 강제출국된 시모조 마사오 다쿠쇼쿠대학 교수는 "이제까지 한국의 역사교과서는 과거의 역사를 ‘일본의 침략’이라는 구도로 기술해왔다"면서 "대안교과서는 통계와 자료 등 객관적 기술을 중시해 일본의 식민통치를 한국의 근대화에 도움을 주었다고 일정한 평가를 부여하는 등 지금까지 감정적인 기술과는 대조적이다"라고 호평했다.[11]

- 일본 요미우리 신문은 최근 한국의 뉴라이트 계열 학자들이 출간한 역사책 '대안 교과서'에 대해 “일제시대를 찬미하고 있다”고 평가했다. 이어 “이 교과서는 한국의 대학 교수들이 포함된 '뉴라이트'라는 집단에서 만든 것”이라며 지식인들이 만든 교과서라는 점을 강조했다. 끝으로 요미우리신문은 한국의 일부 언론이 이 대안 교과서에 대해 긍정적으로 평가하고 있다면서 조선일보의 보도 내용을 인용해 “균형 잡힌 역사 교육의 첫걸음”이라고 덧붙였다.[6]

### 부정적 평가
- 2008년 6월 5일 열린 역사교육연대회의의 학술토론회에서는 교과서포럼의 교과서가 편향되어 있다는 비판을 제기했다.[12] 이 학술토론회를 통해 비판을 받은 부분은 다음과 같다.

1. 사실 기술의 오류 : 역사학자인 주진오, 박찬승, 홍석률 등은 이 교과서가 철저한 실증주의를 내세우고 있음에도 대한제국 고종 즉위년과 카이로 회담일, 한자 표기, 사진 설명 등에 오류가 많다고 지적했다. 사실 오류에 대해서는 이 교과서를 지지하는 측에서도 '옥의 티'로 지적한 바 있다.[13]
2. 식민지 근대화론 : "오늘날 한국 현대 문명의 제도적 기초가 그 과정에서 닦였음을 강조"하여 식민 지배를 문명의 학습화 과정으로 설명한 것은 잘못되었다는 비판이 있었다. 이는 통계 수치를 제시할 때 그에 대한 설명이 부족하여 정확한 역사 인식을 방해했다는 비판과 이어진다. 예를 들어 3·1 운동 이후 경찰 숫자의 증가율 둔화나 일제 강점기 말기의 조선인 취학률 급증 추세를 제시할 때 그러한 변화가 나오게 된 역사적 배경이 충분히 설명되지 않았다는 것이다.
3. 항일 운동 : 일제 강점기 동안의 항일 운동이 우파 위주로 비중이 작게 서술된 것은 물론, 이승만의 활동을 내세우기 때문에 우파 가운데서도 김구와 안창호를 소박하게 그리거나 일부 폄훼했다는 비판이 있다.
4. 친일파 문제 : 민족문제연구소는 이 교과서가 일제 강점기 말기의 저항이 어려웠던 상황을 강조하여 독립불가능론, 친일불가피론, 전국민친일론을 내세움으로써 "위험하고 창피한 교과서"가 되었다고 강하게 비판했다.
5. 기타 : 재벌과 노동자, 기독교와 불교, 보수주의 세력과 진보주의 세력 중 전자 쪽에 편향되는 서술로 일관했다는 비판이 있다.

- 역사학계에서는 일찍부터, 《대안교과서 한국 근·현대사》 편집자 중,  한국사 전공자는 한명도 없으며 교과서포럼이 일본의 극우 단체인 새로운 역사 교과서를 만드는 모임과 유사하다고 지적한 바 있다.[14] 비판 입장에 선 역사학자들은 사실관계가 잘못되거나 지나치게 편향적으로 기술된데다 비문[모호한 표현]이 많은 등 기본이 갖추어져 있지 않고 내용이 매우 부실한 교과서라 충격이 적을 것이라고 내다보기도 했다.[15]

- 뉴라이트 교과서 포럼에서 만든 책의 내용 중 김구와 관련된 서술에서 글에는 김구를 깎아내리기 위한 의도가 다분히 개입되어 있는 것으로 보인다는 비판이 일었다. 이 책에서는 김구가 "일본 상인을 군인으로 오인하여 살해하였다"고 서술하였다. 하지만 2004년 7월 서울고검이 "김구가 무고한 일본인을 살해했다"고 주장한 문건을 배포한 친일작가 김완섭씨를 허위사실로 인한 명예훼손으로 직권 기소한 바가 있었듯이, 국사편찬위원회의 공식 서술에서는 백범이 죽인 자는 일본군 중위로서 이름은 스치다 조료였다고 기록되어 있다.[16]
- 신용하 서울대 명예교수는 뉴라이트재단과 교과서포럼에 대해 “일본의 자금으로 만들어진 친일단체”라고 주장한다. 신 교수는 또 대안교과서에 대해서는 “조선총독부가 만든 일제 식민지 통치의 선전물이 학문의 외피를 둘러쓰고 대안교과서라는 이름으로 나와 있습니다.”라고 평가하며 “일본의 이같은 지원이 서울대에도 들어와 ‘식민지 근대화론’을 펼치거나, 위안부와 정신대는 자발적인 일이라는 등 극우파의 주장을 그대로 대변하는 사람들이 나오고 있다”면서 “이 사람들이 외로우니까 탈을 쓰고 나온 것이 바로 뉴라이트 등 신보수주의 세력들”이라고 주장했다.[17]

## 주요 인물
교과서포럼 창립을 위해 결성된 준비위원회 간부를 맡은 학자는 다음과 같다.
- 박효종: 서울대학교 국민윤리교육과 교수 (위원장)
- 김일영: 성균관대학교 정치외교학과 교수
- 신지호: 자유주의연대 대표
- 류석춘: 연세대학교 사회학과 교수
- 전상인: 한림대학교 사회학과 교수

대안교과서 편집자로 참여한 학자는 다음과 같다.
- 이영훈: 서울대학교 경제학과 교수 (책임편집자)
- 김용직: 성신여자대학교 정치외교학과 교수
- 김영호: 성신여자대학교 정치외교학과 교수
- 김재호: 전남대학교 경제학과 교수
- 김세중: 연세대학교 국제관계학과 교수
- 김종석: 홍익대학교 경영학과 교수
- 전상인: 서울대학교 환경대학원 교수
- 주익종: 낙성대경제연구소 연구위원
- 김광동: 나라정책연구원 원장
- 김영환: 시대정신 편집위원

## 참여/후원단체
| - 교육공동체시민연합 - 기독교사회책임 - 바른사회를 위한 시민회의 - 북한민주화 네트워크 - 북한민주화 포럼 - 자유주의연대 | - 초/중/고 교장협의회 - 학교를 사랑하는 학부모 모임 - 한국교원단체총연합회 - 한국사학법인연합회 - 교과서포럼 후원회 |

## 같이 보기
- 국정교과서
  - 한국사 교과서 국정화 논란
- 한국현대사학회
- 사단법인 시대정신
- 대한민국의 뉴라이트